# CitéFibre
citéFibre est une entreprise du groupe Iliad qui a cessé son activité en 2010. Elle a été le premier opérateur triple play FTTH en Île-de-France pour les particuliers. À son apogée en 2006, elle a eu environ cinq cents abonnés. Elle était propriétaire de son infrastructure et elle a équipé en fibre optique quelques dizaines d'immeubles dans le 15e arrondissement de Paris (France).

## Métier
citéFibre s'inscrit dans la courte liste des pionniers de l'Internet Très Haut Débit Symétrique en France. Elle était un fournisseur d'accès à Internet qui avait pour but de monter un réseau FTTH. Elle a été soutenue par le groupe d'investissement Nicominvest. Elle n'a pas fait appel au génie civil mais elle a loué les égouts de Paris à la Mairie de Paris et loué le réseau du métro parisien à Télécité.

## Historique

### 2004

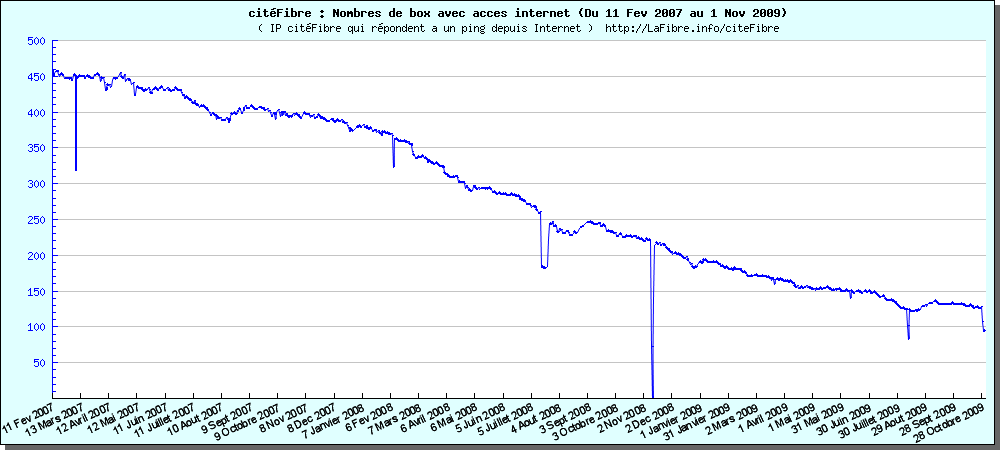
Évolution du nombre d'abonnés.

- 12 octobre 2004 : fondation de la société par Dominique Lancrenon, Arnaud Debains et Stéphane Goerlinger[4]
- Décembre 2004 : obtention de la licence d'opérateur de télécommunications par l'Arcep[5]

### 2005
- 11 février 2005 : signature d'une convention cadre d'occupation du domaine public non routier de la Ville de Paris
- Avril 2005 : premiers clients (Internet 10 Mb/s symétrique + Téléphone
- Juillet 2005 : premiers clients avec la télévision (première offre triple play sur de la Fibre en France)
- Octobre 2005 : le débit Internet passe de 10 à 20 Mb/s symétrique
- 8 novembre 2005 : lancement officiel de l'offre citéFibre et du site Internet citefibre.fr
- 30 novembre 2005 : annonce de la prochaine introduction en bourse

### 2006
- Février 2006 : lancement de l'offre de vidéo à la demande gratuite
- 20 octobre 2006 : rachat par Iliad. Le groupe Iliad a déboursé 2,9 millions d'euros en cash et près de deux millions d'euros de reprise de dette, auxquelles il faut retrancher 325 000 euros de trésorerie. D'un point de vue comptable, la société n'était pas loin du dépôt de bilan
- Décembre 2006 : fin de la commercialisation de l'offre citéFibre

### 2007
- Février 2007 : citéFibre possède environ 460 abonnés à une offre Internet[6]
- Juin 2007 : fermeture de la boutique commerciale
- Juin 2007 : fin de contrat pour le personnel[7]

### 2008
- Février 2008 : citéFibre possède environ 370 abonnés à une offre Internet[6]

### 2009
- 30 janvier 2009 : arrêt du service TV de citéFibre
- Février 2009 : citéFibre possède environ 190 abonnés à une offre Internet[6]
- 16 avril 2009 : les actions citéFibre seront radiées du Marché Libre[8]

### 2010
- 24 janvier 2010 : perte d'un NRO : Aucun service pendant trois jours pour 25 % des clients.
- 27 janvier 2010 : Free envoie une lettre aux abonnés pour annoncer la fin de citéFibre en avril 2010 et proposer deux mois d'abonnement gratuit à la FreeBox ADSL.
- Février 2010 : citéFibre possède environ cent abonnés à une offre Internet[6]
- début avril 2010 : le site web www.citefibre.fr est arrêté
- Juin 2010 : citéFibre possède environ soixante abonnés à une offre Internet[6]
- 25 juin 2010 : arrêt du serveur gérant le système d'information de citéFibre, le site web, ...
- 28 juin 2010 : Axione, filiale d'ETDE qui fournit le transit IP et la VoIP à citéFibre coupe les cinquante derniers abonnés.

## Technique

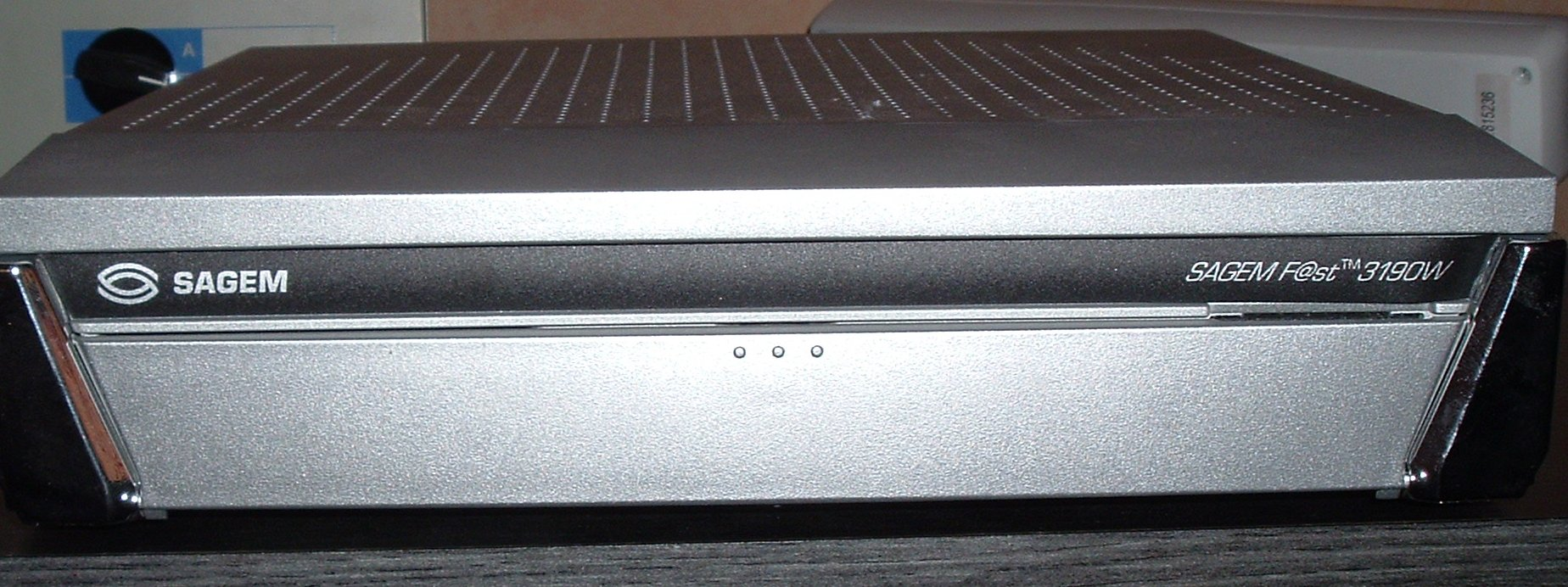
Sagem F@st3190w.

Les abonnés citéFibre sont raccordés en FTTH P2P.
Le signal optique est transformé en signal électrique (FastEthernet) à l'entrée dans l'appartement via un média-converter Sagem. Ce média converter est alimenté en Power over Ethernet par la passerelle résidentielle Sagem F@st3190w.
Les équipements actifs de citéFibre sont exploités par Axione qui exploite déjà le réseau FTTH du Pau Broadband Country

## Organisation en 2006

### Direction avant le rachat par Iliad le 20 octobre 2006
- Président du Directoire : Dominique Lancrenon
- Président du Conseil de Surveillance : Alain Nicolazzi
- DG des finances : Arnaud Debains
- DG des opérations techniques : Stéphane Goerlinger

### Effectif
CitéFibre employait vingt-cinq personnes, licenciées au cours du premier semestre 2007.